# Sztrelci (Oszlomej)
Sztrelci (macedónul: Стрелци, albánul Strellca) település Észak-Macedóniában, a Délnyugati körzet Kicsevói járásában, 2013-ig az Oszlomeji járás része volt, ami teljes egészében beolvadt a Kicsevói járásba.

## Népesség
| Lakosok száma | 582  | 665  | 752  | 1173 | 1563 | 13   | 1274 | 1421 | 1078 |
|               | 1948 | 1953 | 1961 | 1971 | 1981 | 1991 | 1994 | 2002 | 2021 |

2002-ben 1421 lakosa volt, akik közül 1409 albán és 12 egyéb.